# Chrysolina chalcites
Chrysolina chalcites es un coleóptero de la familia Chrysomelidae.
Fue descrita científicamente en 1824 por Germar.